# アグスティン・ムニョス・グランデス
アグスティン・ムニョス・グランデス（Agustín Muñoz Grandes、1896年1月27日 - 1970年7月12日）は、スペインの軍人（最終階級は中将）。第二次世界大戦では青師団の司令官を務め、フランコ体制下のスペインでは閣僚を歴任した。

## 生涯
マドリードの中流家庭に生まれ、トレドの陸軍歩兵学校に入学した。卒業後の1915年にモロッコの部隊に配属される。スペイン内戦ではフランシスコ・フランコを支持し、将軍に任命されアフリカ軍の指揮権を掌握した。1937年2月にはスペイン外人部隊を率いてマラガの戦いに参加した。
1941年、スペイン政府が東部戦線で戦うドイツ国防軍に対し、内戦中に受けた支援の返礼としてレニングラードに義勇兵部隊青師団を派遣すると、その司令官に任命される。その際、ドイツ軍の施設内でアドルフ・ヒトラー、ヴィルヘルム・カナリスと会談している。同年9月8日に2級鉄十字章を授与され、1942年1月19日に1級鉄十字章、3月12日に騎士鉄十字章を授与されている。1942年12月にエミリオ・エステバン＝インファンテスと司令官を交代してスペインに帰国し、中将に昇進する。1945年に軍管区司令官に任命され、1950年には国防大臣に就任する。1962年に第一副首相に就任し、1967年まで務めた。
1970年にマドリードで死去した。